# Erythrosuchus
Erythrosuchus („červený krokodýl“) byl rod plaza ze skupiny Erythrosuchidae, žijící ve spodním až středním triasu na území Jihoafrické republiky a Namibie.

## Popis

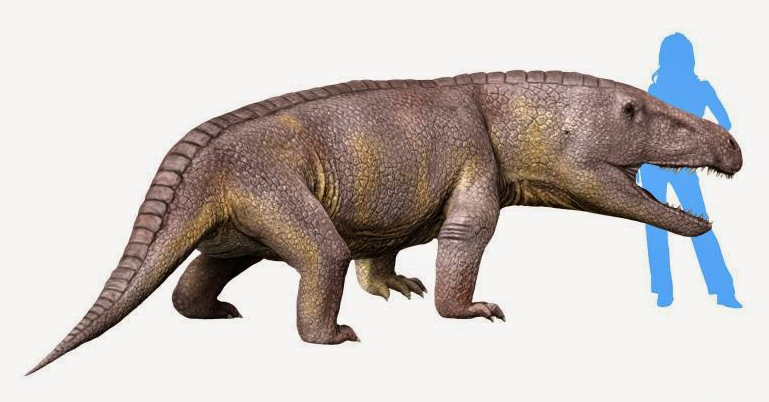
Erythrosuchus ve srovnání s člověkem

Byl to jeden z největších masožravců své doby. Na délku měřil 5 metrů a na výšku 2,1 metry. Byl aktivním lovcem, který lovil hlavně dicynodonty z čeledi Kannemeyeridae. Jeho příbuznými byli Shansisuchus a Fugusuchus z Číny a Chalishevia, Garjainia, Uralosaurus a Vjushkovia z Ruska. Erythrosuchus byl pravděpodobně předkem vývojově vyspělejších archosaurů. Tento plaz mohl být do jisté míry teplokrevný a vysoce pohyblivý.
Erythrosuchové disponovali proporcionálně obřími lebkami, což je nejen u archosaurů, ale i u obratlovců obecně poměrně neobvyklý jev.